# 1972年香港
|        | 香港歷史 \| 香港歷史年表                                                                                                   |
| 世紀： | 19世紀香港 \| 20世紀香港 \| 21世紀香港                                                                                     |
| 年代： | 1940年代香港 \| 1950年代香港 \| 1960年代香港 \| 1970年代香港 \| 1980年代香港 \| 1990年代香港 \| 2000年代香港               |
| 年份： | 1968年香港 \| 1969年香港 \| 1970年香港 \| 1971年香港 \| 1972年香港 \| 1973年香港 \| 1974年香港 \| 1975年香港 \| 1976年香港 |
| 紀年： | 壬子年（鼠年）、香港開埠131周年、香港重光27周年                                                                            |

## 政府

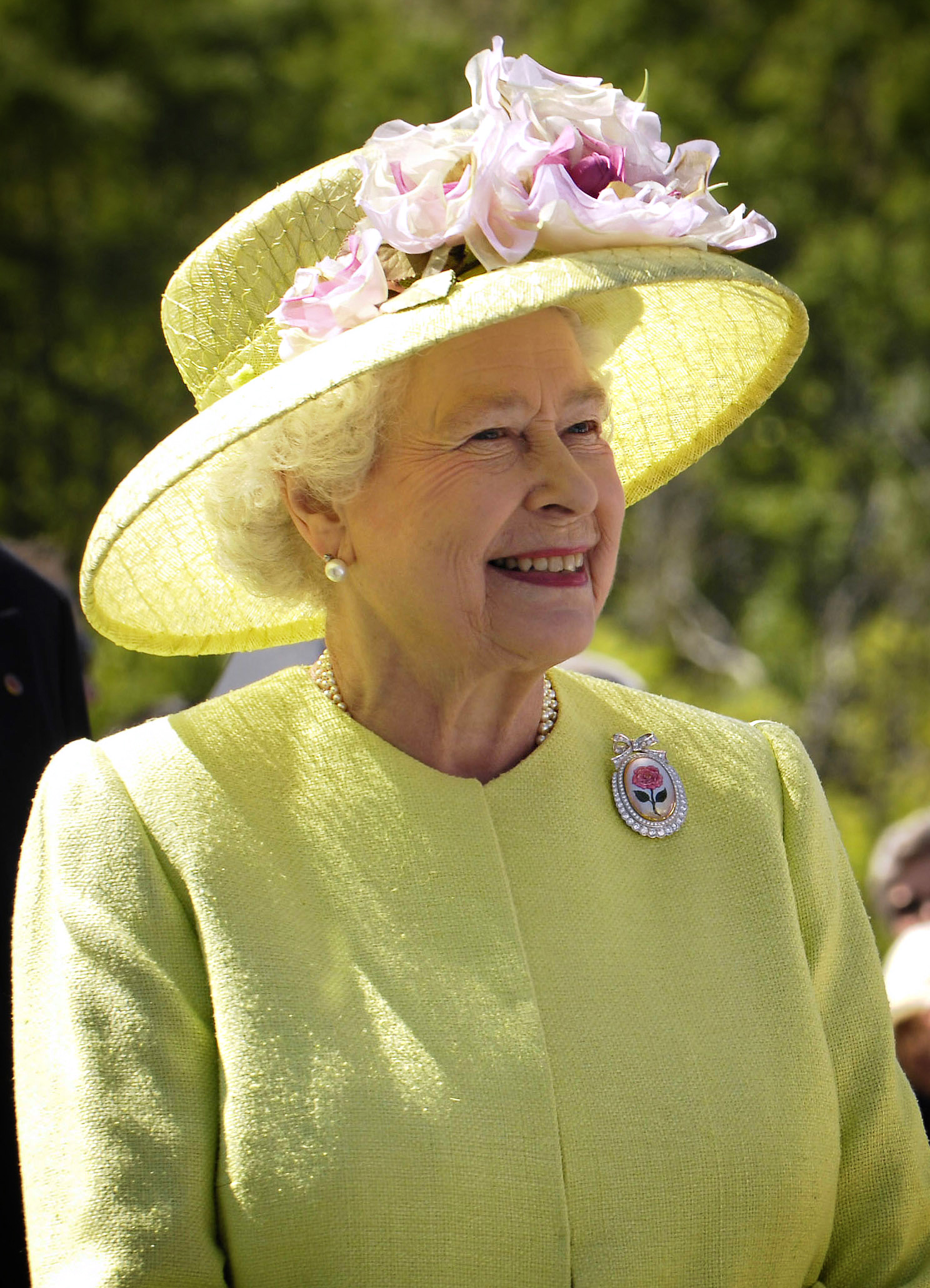
英国君主：伊丽莎白二世

## 大事記
- 1月1日 佐敦道一間音樂廳四級火，4人喪生。
- 1月2日 鯉魚門附近發生撞船事故，1死6獲救。
- 1月5日 九龍證劵交易所開業
- 1月9日 由伊利沙伯皇后號改建中的海上學府於青衣島附近海面發生災難級大火，14人受傷，焚燒102小時後熄滅。
- 1月26日 元朗洪水橋80號一間士多內，3人幪面衝入打劫，混亂中任職輔警的東主兒子被人刺死。
- 2月7日 謝斐道一間音樂廳三級火，3死4傷。
- 2月21日 北角長康街豐華大廈12樓前座，3名匪徒入屋行劫，糾纏期間戶主被人用刀剌死。
- 3月15日 長沙灣廣隆泰工業大廈發生五級大火，5人受傷。
- 3月23日 1名警員於銅鑼灣一間招待所內吞槍自殺。[1]
- 3月29日 行走旺角至觀塘線的七十輛小巴，因不滿其中九輛被警察抄牌而全線罷駛抗議。
- 4月2日 13名聾啞及1名健全青年行劫由荔枝角開往尖沙咀的九巴6號綫，劫去3名乘客現金後被警方拘捕。
- 4月12日 耗資1650萬元興建的中文大學新科學館正式啟用。
- 4月13日 北角堡壘街二號四樓發生殺妻及企圖自殺案。[2]
- 4月14日 
  - 1名交通警員騎電單車於青山道與小巴相撞，警員死亡。[3]
  - 歌手許冠傑於無線電視節目《雙星報喜》首次演唱「鐵塔凌雲」。
- 4月23日 大角咀渡輪碼頭啟用。
- 5月9日 四方街四十一號二樓一間打金工場發生劫殺案。[4]
- 5月11日 山道木樓四級火，12死16傷。[5][6]
- 5月25日 綫人被殺後床單裹屍，棄於深水灣草叢。
- 6月3日—8月23日 沙頭角新圍兵房軍火庫失竊案
- 6月4日 光榮號油輪在青衣以南海域爆炸，2死16傷。
- 6月12日 大埔舊壚橫頭街十號石屋發生縱火殺妻兒案。[7]
- 6月12日 國泰航空700Z號班機從泰國回港，飛機飛至越南中部上空突然爆炸墜毀，全機81人罹難。
- 6月18日 六一八雨災[8]
  - 半山區寶珊道大量山泥傾瀉，將樓高十二層的旭和大廈撞塌，67死19傷。
  - 暴雨將觀塘雞寮安置區上的山泥冲瀉，壓毀78間房屋，造成71死52傷。
- 6月23日 港府宣佈港幣隨英鎊在國際外匯市場上自由浮動。
- 6月24日 香港金融市場局面混亂，銀行停掛匯價，九龍證劵交易所暫停營業。
- 7月6日 港府宣佈港幣與美元訂立固定匯率，每5.65港元兌1美元。
- 7月11日 港府撥款150萬，動員105000人進行清潔香港運動。
- 7月22日 一日內兩宗慘劇，柴灣道車禍3死7傷，停泊在昂船洲修理的北江輪發生鍋爐爆炸引致3死9傷。
- 8月1日 香港理工學院揭幕。
- 8月2日 
  - 香港海底隧道正式通車。[9]
  - 政府招標興建獅子山架空纜車。[10]
- 8月31日，新蒲崗利源工業大廈五級火，2人喪生。
- 9月5日，葵涌貨櫃碼頭首個泊位啟用。
- 9月28日，新蒲崗華富工業大廈五級火，2人受傷。
- 10月
  - 廣角鏡月刊創刊
- 10月14日 香港銅鑼灣大丸百貨發生強烈煤氣爆炸，消防處列為一級火，造成2死211人受傷，其中一名死者為消防員。傷者中72人重傷，139人輕傷。[11]
- 10月28日 38歲婦人早上往石梨貝水塘晨運，其16歲兒子一併同行，一個多星期後行山人士聞到惡臭通知警方，母子屍體在石梨貝引水道附近的叢林被發現，兒子手腳被反綁，吊死在樹上，而婦人死前曾遭強姦。案件懸而未破。
- 10月30日 新蒲崗爵祿街64號2樓發生兇殺命案。[12]
- 11月29日 香港置地公司宣佈擁有八成牛奶公司股權，收購成功。
- 12月 大快活開業
- 12月6日 12小時內發生三宗嚴重火警；灣仔白宮酒店發生四級大火，造成9死21傷。同日中午，有九龍鑽石山大磡村發生大火，百多間木屋被焚。同日晚上，中環於仁大廈（今遮打大廈）發生五級大火，一名消防員殉職，另有5人受傷。[13]
- 12月31日 星光行十七樓1603室除夕槍殺案。[14]
- 萬宜水庫動工
- 美心快餐開業
- 香港作家金庸宣佈封筆，停止創作武俠小說。

### 節慶
下列節慶，如無註明，均是香港的公眾假期，同時亦是法定假日（俗稱勞工假期）。有 # 號者，不是公眾假期或法定假日（除非適逢星期日或其它假期），但在商業炒作下，市面上有一定節慶氣氛，傳媒亦對其活動有所報導。詳情可參看香港節日與公眾假期。
- 1月1日（星期六）：元旦（根據法定假日放假的機構，或會冬至放假，元旦不放假）
- 2月14日（星期一）：農曆年初一之前一日（是法定假日，但不是公眾假期，根據法定假日放假的機構，或會農曆年初二放假，年初一之前一日不放假。部份機構或會提早下班）
- 2月15日（星期二）：農曆年初一
- 2月16日（星期三）：農曆年初二（根據法定假日放假的機構，或會農曆年初二放假，年初一之前一日不放假）
- 2月17日（星期四）：農曆年初三（是公眾假期，但不是法定假日）
- 3月31日（星期五）：耶穌受難節（是公眾假期，但不是法定假日）
- 4月1日（星期六）：耶穌受難節翌日（是公眾假期，但不是法定假日）
- 4月3日（星期一）：復活節星期一（是公眾假期，但不是法定假日）
- 4月4日（星期二）：兒童節 #
- 4月5日（星期三）：清明節
- 4月21日（星期五）：英女皇壽辰（是公眾假期，但不是法定假日）
- 6月15日（星期四）：端午節
- 7月1日（星期六）：7月份第一個周日（是公眾假期，但不是法定假日）
- 8月7日（星期一）：8月份第一個星期一（是公眾假期，但不是法定假日）
- 8月28日（星期一）：8月份最後一個星期一為重光紀念日（是公眾假期，但不是法定假日）
- 9月22日（星期五）：中秋節#
- 9月23日（星期六）：中秋節翌日
- 10月15日（星期日）：重陽節
- 10月16日（星期一）：重陽節翌日（補10月15日）（是公眾假期，但不是法定假日）
- 10月31日（星期二）：萬聖夜 #
- 12月22日（星期五）：冬至（是法定假日，但不是公眾假期，根據法定假日放假的機構，或會元旦放假，冬至不放假。部份機構或會提早下班）
- 12月24日（星期日）：平安夜#（不是公眾假期或法定假日，但部份機構或會提早下班或放假一天）
- 12月25日（星期一）：聖誕節（是公眾假期，但不是法定假日）
- 12月26日（星期二）：聖誕節後第一個周日（是公眾假期，但不是法定假日）
- 12月31日（星期日）：公曆除夕# （不是公眾假期或法定假日，但部份機構或會提早下班或放假一天）

## 出生人物
- 2月23日 秦啟維
- 3月9日 鄭中基
- 3月31日 趙學而
- 7月4日 吳恭劭
- 7月6日 戴耀明
- 7月17日 霍汶希
- 8月18日 古巨基
- 8月19日 鄭秀文
- 9月13日 陳慧琳
- 9月17日 甄志強
- 11月17日 海俊傑
- 12月5日 郭卓樺

## 逝世人物
- 消防員王傍旺，殉職於大丸百貨煤氣爆炸一級火。
- 消防員伍亮秋，殉職於於仁大廈五級火。